# 1078

## Починали
- Изяслав I, велик княз на Киевска Рус